# Râul Radu, Mraconia
Râul Radu este un curs de apă, afluent al râului Mraconia. 